# السيدة صاحبة الكلب
السيدة صاحبة الكلب (بالروسية: Дама с собачкой)‏ و(بالإنجليزية: The Lady with the Dog)‏، تُنطَق بالروسية (داما س سُباتشكوي). هي قصة قصيرة كتبها الكاتب الروسي أنطون تشيخوف، نُشِرَت لأول مرة في عام 1899 باللغة الروسية، ثم ظهرت ترجمتها باللغة الإنجليزية في عام 1903. وتم ترجمتها للغة العربية عام 2012 من دار الشروق ضمن إصدارات مشروع «شروق بنجوين» تحت عنوان «السيدة صاحبة الكلب وقصص أخرى».
القصة تصف علاقة غرامية بين شخص كبير بالعمر يُدعى ديمتري ديميتريتش غوروف وفتاة في أول العشرينيات من عمرها تُدعى آنا سيرجيفنا فون ديديريتس، ديمتري هو مصرفي متزوج من موسكو، وآنا هي امرأة شابة متزوجة، تبدأ العلاقة الغرامية بينهما عندما يقضيا الاثنان وحيدان رحلتهما في منتجع يالطا البحري.

## لمحة عامة

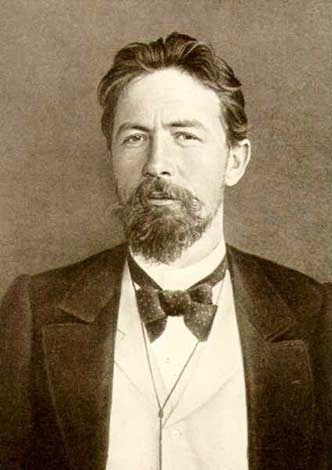
كاتب القصة أنطون بافلوفيتش تشيخوف.

كاتب القصة هو أنطون بافلوفيتش تشيخوف وهو كاتب روسي وطبيب، كتب العديد من القصص القصيرة والمسرحيات المهمة. كان يريد خدمة المجتمع، قال ذات مرة: «الطب هو زوجتي الشرعية، والأدب هو عشيقتي». في حياته المهنية ككاتب مسرحي أنتج أربعة كلاسيكيات، ونالت أفضل قصصه القصيرة على تقدير كبير من قبل الكتاب والنقاد. جنباً إلى جنب مع هنريك إبسن وأوغست ستريندبرغ، غالباً ما يشار إلى تشيخوف كواحد من الشخصيات الثلاثة البارزة الذي ساعد في ولادة حركة الحداثة بشكل مبكر في المسرح. تعتبر القصة واحدة من أشهر أعمال تشيخوف القصيرة. اعتبر الكاتب الروسي فلاديمير نابوكوف القصة بأنها واحدة من أعظم القصص القصيرة المكتوبة على الإطلاق. تتألف القصة من أربعة أجزاء: الجزء الأول يصف الاجتماع الأولي في يالطا، الجزء الثاني إتمام القضية والوقت المتبقي في يالطا، الجزء الثالث عودة جوروف إلى موسكو وزيارته لمدينة آنا، والجزء الرابع زيارات آنا لموسكو.
تعرض تشيخوف في آذار / مارس 1897 إلى نزيف كبير في الرئتين بينما كان في زيارة لموسكو. وأُقنع بصعوبة لكي يذهب إلى العيادة، حيث قاموا الأطباء بتشخيص حالته وتبين لهم أنه مُصاب بمرض السل في الجزء العلوي من رئتيه، والتي أدت إلى تغير نمط حياته فيما بعد.
بعد عدة نصائح من الطبيب، اشترى تشيخوف قطعة أرض في ضواحي مدينة يالطا بعد وفاة والده عام 1898 وبنى فيها فيلا، كانت قد تقدمت حالته بمرض السل. نقل والدته ومن ثُم شقيقته في عام 1899 إلى منزله في يالطا. زرع الأشجار والزهور وحافظ على الكلاب، كتب في يالطا قصة «السيدة صاحبة الكلب» واثنتين من مسرحياته الفنية، «الأخوات الثلاثة» و«بستان الكرز».

## القصة
يعمل ديمتري غوروف في بنك موسكو. عمره قارب على الـ40 عامًا، متزوج ولديه ابنة عمرها سنتين وولدان. غير راضٍ عن زواجه وعدم رتابة حياته عديمة المعنى، غير مخلص لزوجته؛ تزوجها وهو صغير. يعتبر المرأة من «العرق الأدنى». أثناء قضاء إجازته في يالطا، يرى امرأة شابة تمشي على طول الواجهة البحرية مع كلب صغير طويل الشعر. السيدة آنا سيرجيفنا، متزوجة وغير راضيه عن زواجها، تقضي رحلتها بدون زوجها. وهناك بدأت علاقة غرامية بين آنا وديميتري، وقضيا هناك معظم وقتهما معًا، وغالبًا ما يمشون ويستقلون السيارات إلى قرية أورياندا القريبة. على الرغم من أنها كانت تتوقع أن يأتي زوجها إلى يالطا، إلا أنه في النهاية يرسل لها بأنه هناك مرض في عينيه، ويحتاجها أن تعود للمنزل بأسرع وقت. يراها ديمتري في المحطة. يشعر الاثنان أنهما لن يريا بعضهما البعض مرة أخرى، وأن علاقتهما قد انتهت.

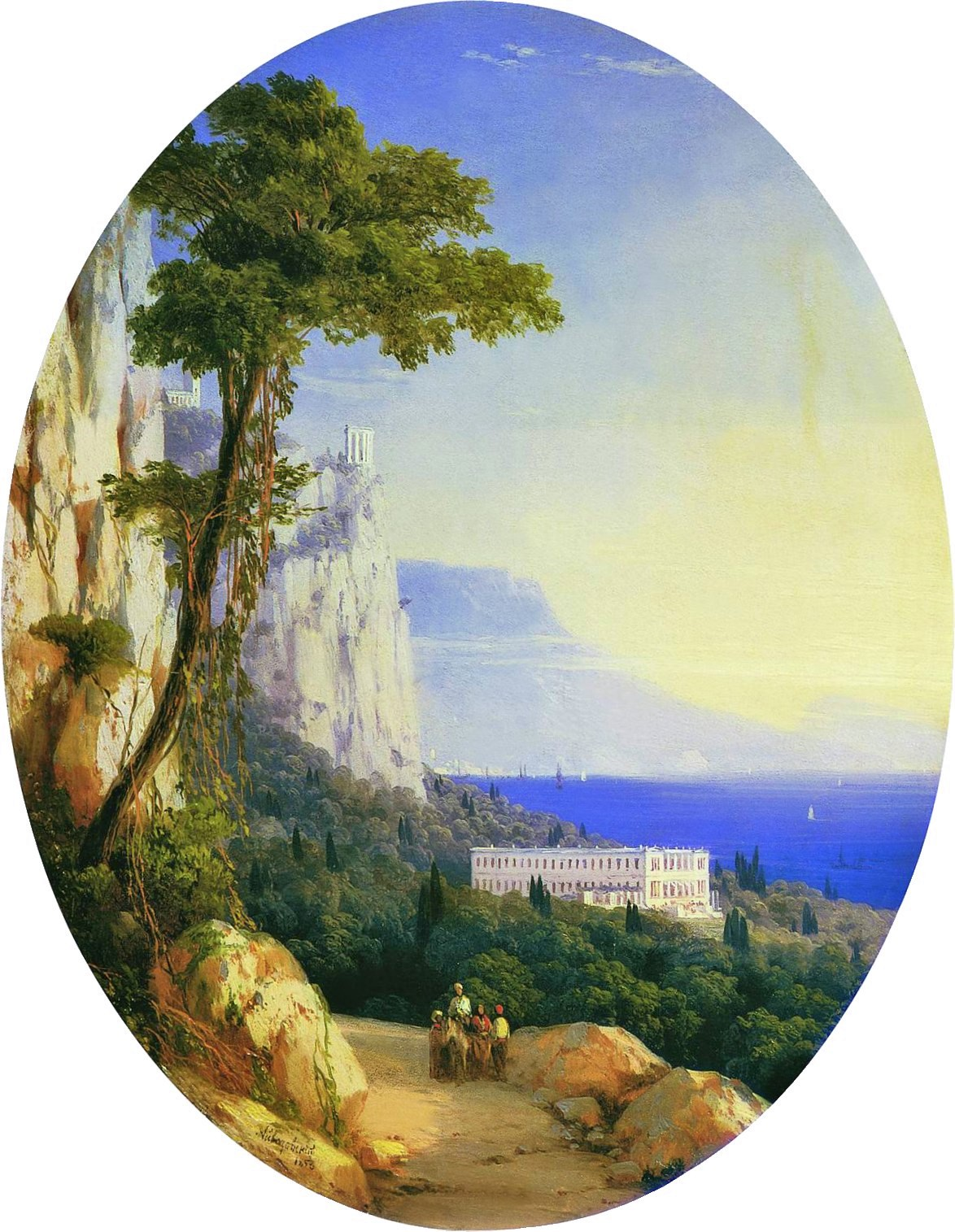
رسمة تعود لعام 1858 لمنظر من قرية أورياندا، يالطا.

عند عودة ديميتري إلى موسكو، إلى زواجه غير المُحب، وإلى روتينه اليومي، والعمل في النهار، والهراوات الليلية، يتوقع ديميتري أن ينسى آنا الصغيرة قريبًا؛ لدهشته، ذاكرتها تطارده. بشكل غير متوقع وقع في حب عميق لأول مرة في حياته، بعد العديد من الشؤون وكما كان يقترب من منتصف العمر. يشعر أنه يجب أن يرى آنا، على الرغم من المضاعفات الواضحة. على حيلة الذهاب إلى سان بطرسبرج لرعاية بعض الأعمال، انطلق إلى بلدتها للعثور عليها. يعلم موقع منزل العائلة من حمال الفندق، ويجد المنزل، فقط ليدرك أنه سيكون من غير المجدي التطفل. في حالة يأس، يبرر أن آنا ربما نسيته ووجدت شخصًا آخر، فيعود إلى فندقه.
في المساء، يتذكر أنه شاهد علامة في وقت مبكر من اليوم يعلن فيها عن الأداء الافتتاحي لجيشاً. متعللاً بحضور آنا وزوجها، يذهب إلى المسرح. عندما يخرج الزوج لأجل الدخان خلال الفقرة الأولى، يحيي ديميتري آنا، التي تندهش وتتحير ثم تهرب منه. بعد متابعته لها خلال المسرح، واجهها وقالت إنها تفكر فيه باستمرار. وهي خائفة توسلت إليه أن يغادر ووعدته بالحضور لرؤيته في موسكو.
وهي تبتكر عذرًا للمجيء إلى موسكو من حين لآخر، وتقول لزوجها إنها ذاهبة إلى هناك لزيارة الطبيب الذي «يؤمن به ولا يؤمن به». كلاهما يدركان تمام الإدراك أنهما ولأول مرة في حياتهم وقعوا بالفعل في الحب، وكلاهما يتساءل كيف يمكن لهما التغلب على التحديات الكثيرة التي تواجههما وتحقيق رغبتهما القوية في العيش معاً بشكل دائم. يحاولون بشدة وضع خطة، لكن القصة تنتهي دون تقديم نهاية.

## الشخصيات
تحتوي القصة على عدة شخصيات؛ اثنتان منهما رئيسيات، أما الباقي شخصيات صغيرة مكملة للقصة، وهذا الاسلوب اتسم به أنطون تشيخوف، اسلوبه يتسم بالحداثة الروسية المبنية على الواقعية الأدبية، والسخرية، والتهكم، والراوي محدود المعلومات والنهايات المفتوحة. يقوم تشيخوف غالباً بالتركيز على شخصيتين في القصة كاملة دون ذكر كل شيء عنهم.

### الشخصيات الرئيسية
- ديمتري ديميتريفيش غوروف

ديميتري ديميتريفيتش غوروف، متزوج، رجل مسن، تعد الجوانب الحسية مهمة بالنسبة له. مثقل بثلاثة أطفال، وزوجة غير محببة وعمل مصرفي ممل. غير سعيد بحياته العائلية، فهو يخاف من زوجته ولا يحب أن يكون في منزله لفترة طويلة. وظيفته الرئيسية - أن يكون رب الأسرة، المالك -. دائماً الوحدة تدفع غوروف إلى خيانة متكررة لا تسبب له أي ندم. فقد ثقته في المشاعر الحقيقية، وينظر إلى النساء على أنهم «عرق أدنى». يتصف بالعواطف الخسيسة والرغبة في تسلي مع النساء والغرور. جميع معارفه من النساء ويكون له هيبته ووقاره بينهم، ويكره مجتمع الرجال والذي يعتبرهم لا يعرفون المشاعر العالية. لديه خبرة جيدة بالنساء ويحاول دوماً الاستفادة منهم لإشباع رغباته. شخصيته في القصة تتغير، فهو يعتبر شخصية مستديرة، عندما يتعرف على آنا سيرجيفنا يظن انه سينساها بعد قضاء فترته معها، إلا أنه يكتشف أنه لا زال يُحبها، ومنها تتغير نظرته للنساء ويحب آنا بشكل خاص.
- آنا سيرجيفنا فون ديديريتس

آنا سيرجيفنا فون ديديريتس، شابة، معتدلة، شقراء. ركز تشيخوف على لون شعرها وعلى الكلب الصغير ذو الشعر الأبيض ليس عن طريق الصدفة. اللون الأبيض يلمح إلى النقاء، والطهارة والعفة. وُلدت البطلة في سان بطرسبرغ، وتزوجت مبكراً وذهبت إلى البلدة الصغيرة [س]. زوجها رجل لا يرقى إليه الشك، كما تسميه - «خادم». آنا، التي تلتهمها العطش للحياة، فضول الشباب، تترك زوجها وتذهب إلى يالطا. إنها شخص ذو كيان عقلي خفي. ليست مدللة، ولا تعرف النفاق والأكاذيب. وتعتبر شخصية مستقيمة لم تتغير طول القصة، بخلاف شخصية ديمتري غوروف.

### الشخصيات الباقية
- زوجة غوروف

تزوجت زوجة غوروف من غوروف لأكثر من عشر سنوات في بداية القصة وأنجبت ثلاثة أطفال منه، لكنها لم تأت إلى يالطا.
- زوج آنا

زوج آنا هو أحد المسؤولين في سانت بطرسبرغ أُصيب بمرض في عيناه ويرجع آنا من رحلتها.
- أبناء غوروف

وهم طفلة وشابان في المرحلة الدراسية، ابنة غوروف هي الطفلة الوحيدة التي لا تزال تعيش في المنزل مع زوجة غوروف. المعلومات الوحيدة التي قُدمَت عنها هي أنها تبلغ من العمر 12 عامًا. لم يتم وصفها هي ولا شقيقيها في المدرسة الداخلية.
- الكلب الصغير طويل الشعر

الكلب الصغير طويل الشعر هو الكلب الذي أحضرته آنا معها في إجازتها إلى يالطا. لم يكشف تشيخوف عن اسمه الفعلي أبدًا، والتفاصيل الوحيدة المقدمة حول هذا الموضوع هو أنه كلب صغير أبيض.

## تاريخ النشر

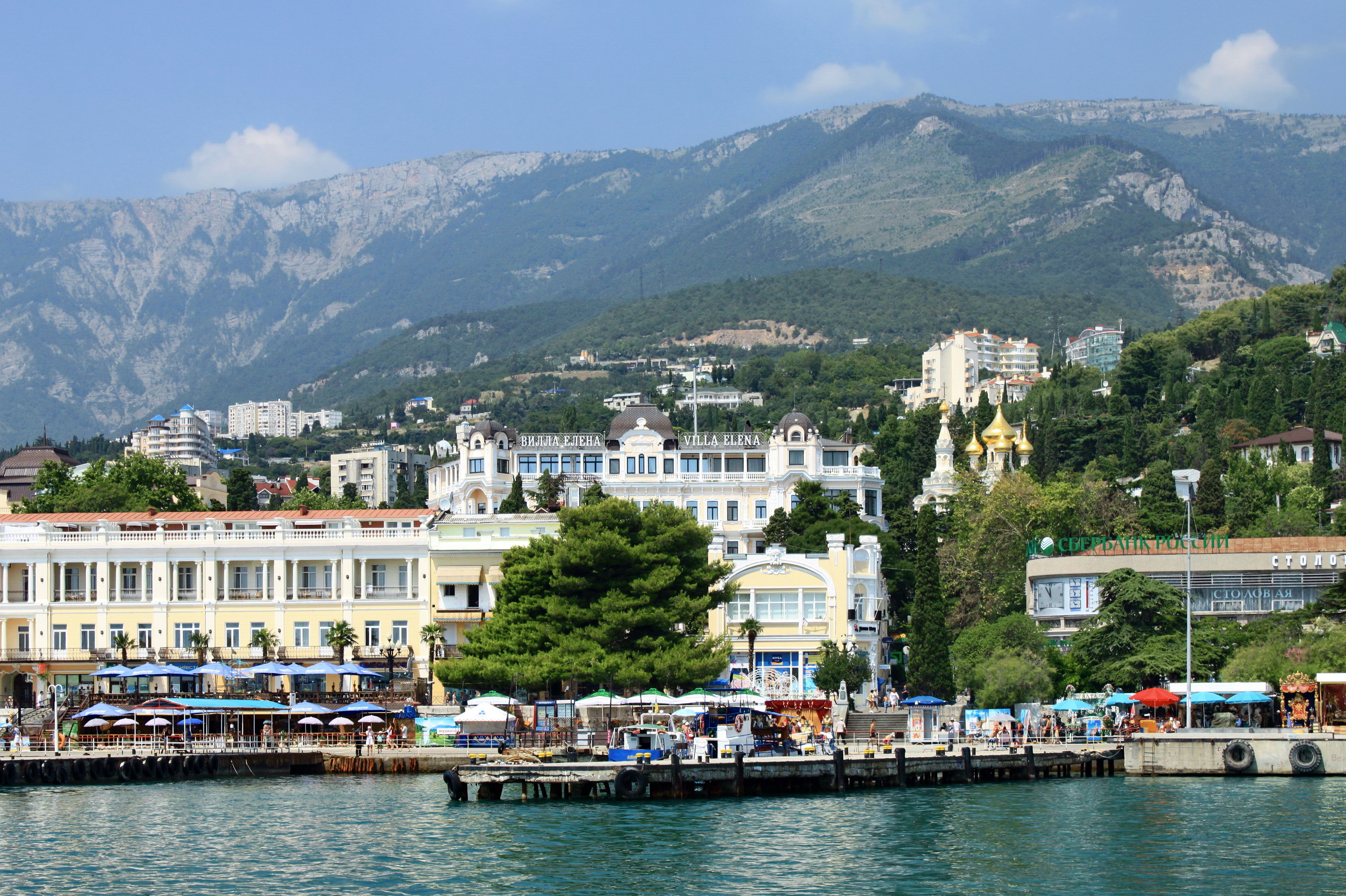
مدينة يالطا، المكان الذي كتب به تشيخوف القصة، ومكان ما جرت معظم الأحداث في القصة.

كُتبت القصة في يالطا، حيث انتقل شيخوف بناءً على نصيحة طبيبه للاستفادة من المناخ الأكثر دفئًا بسبب تقدم حالته بمرض السل. تم نشرها لأول مرة في عدد ديسمبر 1899 من مجلة Russkaya Mysl (الفكر الروسي) مع العنوان الفرعي «قصة» راسكاز ("Rasskaz"). منذ ذلك الحين تم نشرها في العديد من المجموعات واللغات، وهي واحدة من أشهر قصص تشيخوف. ظهرت الترجمة الإنجليزية الأولى في عام 1903. نشرت دار الشروق الترجمة العربية للقصة من ترجمة أبو بكر يوسف في كانون الأول / ديسمبر 2012 ضمن مشروع إصدارات قامت به يُدعى «شروق بنجوين»، وقامت حينها بترجمة عدة قصص أخرى للكاتب أنطون تشيخوف.

غلاف الكتاب بالنسخة العربية الصادر عن دار الشروق، 2012.

## التفسيرات والانعكاسات الفلسفية
تجسد القصة بشكل جميل اليأس الهادئ للإثنين، وعدم رضاهم عن حياتهم التي لا معنى لها والزيجات التي لا معنى لها وشغفهم بشيء أفضل. حبهم العميق لبعضهم البعض يملأ الفراغ ويحول نظرتهم إلى الحياة بشكل جذري. لكن هذا الحب يكسر قلوبهم أيضًا، لأنهم في روسيا في القرن التاسع عشر، يجدون أنه من المستحيل تقريبًا الابتعاد وبدء حياة جديدة معًا.
يمكن النظر إلى القصة على أنها "رحلة روحية لـ جوروف - تحوله من متذوق من النساء إلى رجل مكرس لامرأة عادية واحدة." الزوج الذي يخدع الزوجة أو الزوجة التي تخدع الزوج - يمكن أن يكون نقطة ارتكاز حقيقة الإحساس ووسيلة للأصالة."
رأى مكسيم غوركي، وهو كاتب روسي كبير آخر من الطبقة العاملة، أهمية القصة بمثابة دعوة لإيقاظ الناس «للتخلي عن الوجود النائم ونصف الميت».
قدم روبرت فولفورد تفسيرًا آخر للقصة:

«ما يقوله تشيخوف في هذا المثل المتطور هو أن الحب يغير بشكل جذري مشهد الوجود. عندما نلمس الحب، نحن نعرف العالم بطريقة مختلفة. الحب يغير المشهد الداخلي أيضًا. تحت ضغط الحب، يبدو غوروف داخل نفسه يرى شخصاً لم يكن يعرفه من قبل، شخص قادر على الشعور بالكاد كان يعرف وجوده».
جوروف غالباً ما ينظر وراء محيطه المباشر ويعكس معنى وجودنا. هنا على سبيل المثال اقتباس من القصة من تحليل غوروف عن المحيط المباشر:

«كانت يالطا تبدو كالشبح من خلال ضباب الصباح. وقفت الغيوم البيضاء بلا حراك على قمم الجبال. كانت أوراق الشجر ساكنة لا تتحرك، والجراد في نشاط دائب، والبحر يبعث إليهما بصوت خريره الرتيب ليحدثهما عن السلام والنوم الأبدي الذي ينتظرنا جميعاً. فقد كان البحر يزمجر على هذا النحو قبل أن توجد أية يالطا أو أوريندا؛ وهو يزمجر الآن، وسيواصل زمجرته الرتيبة غير العابئة هذه نفسها بعد أن نفنى جميعاً. ولعل هذا الاستمرار وهذه اللامبالاة بالحياة والموت هما اللذان يكمن فيهما سر خلاصنا الأخير وسر تيار الحياة على ظهر كوكبنا، وسر حركته الذائبة أبداً نحو الكمال. كان يجلس جوروف بجانب امرأة شابة كانت تبدو في الفجر جميلة ومهدئة في هذه البيئة السحرية - البحر والجبال والسحب والسماء المفتوحة على مصراعيها - فكر غوروف في الواقع كيف أن كل شيء جميل في هذا العالم: كل شيء ما عدا أفكارنا وأفعالنا عندما ننسى كرامتنا الإنسانية والأهداف العليا لوجودنا».
يصف تشيخوف رؤيته لما يجب أن يكون عليه الحب الحقيقي:

«آنا سيرجيفنا وهو كانا يحبا بعضهم البعض مثل الناس المقربين جداً لبعضهم البعض والمماثلين، مثل الزوج والزوجة، مثل الأصدقاء الرقيقين. بدا لهم أن القدر نفسه كان يعنيهم، ولم يتمكنوا من فهم السبب لماذا هو له زوجة وهي له زوج، وكان الأمر كما لو كانوا زوجاً من الطيور المارة، أُمسك بهم وأُجبروا على العيش في أقفاص مختلفة، سامحوا بعضهم بعضاً على ما خجلوا منه في ماضيهم، سامحوا كل شيء حصل لهم في الوقت الحاضر، وشعروا أن هذا الحب لهم قد غيرهم على حد سواء».
نرى ديمتري جوروف في القصة يشعر بالملل من زوجته وينظر إلى النساء على أنهم طبقة أقل ويستخدمهم لإثارة حياته المليئة بالحكمة. يقع ديمتري في حب السيدة آنا عندما يقضي إجازته في يالطا. يجبر كل منهما على العودة إلى حياتهم الطبيعية. لا يستطيع جوروف التوقف عن التفكير بها ويدرك أنه يحبها. يسافر عبر البلاد لمحاولة العثور عليها ويخبرها كيف لا يريد العيش بدونها. يظهر في نهاية القصة سخرية قوية لأن جوروف الذي اعتقد أن المرأة أقل شأناً واستخدمها فقط للإثارة، يطارد في النهاية واحدة في جميع أنحاء البلاد ولا يريد شيء سوى أن يكون معها.

## خلفية تاريخية
أثناء إقامة تشيخوف في يالطا في شتاء 1898-1899، كان «تشيخوف قد وقع في حب أولغا نيبر، الممثلة التي تزوجها في عام 1901. من المغري مشاهدة علاقة العطاء بين غوروف وآنا في ضوء حب تشيخوف المُكتشَف حديثًا».

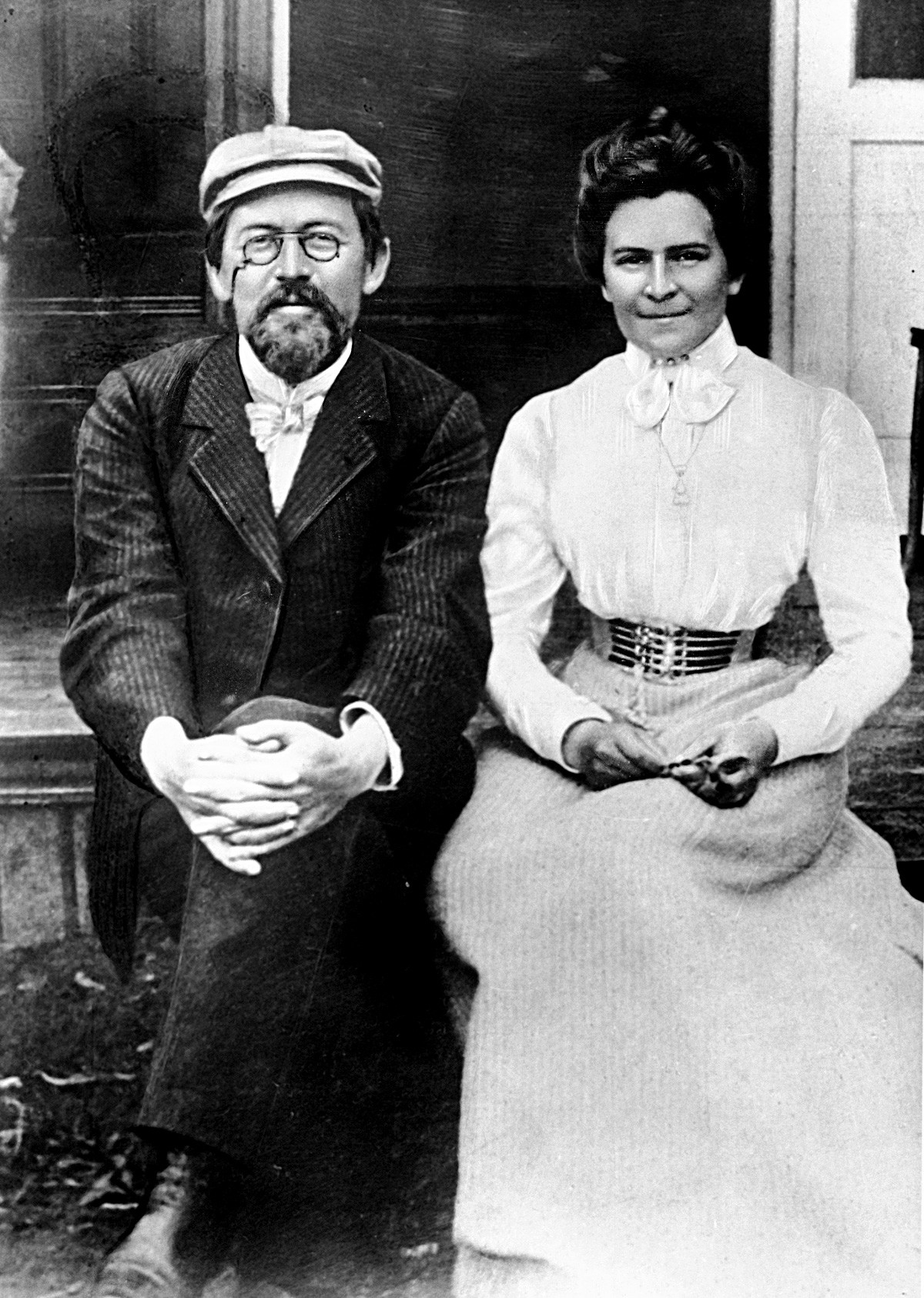
نيبر مع تشيخوف في شهر العسل، عام 1901.

«مثل آنا وديمتري، كانت أولغا وأنطون يتجولان على طول الكورنيش وأعجبان بالمحيط من فيستا في أوريندا في ذلك الصيف؛ ومثل آنا، كانت أولغا نيبر تحمل اسمًا ألمانيًا آخر؛ ومثل آنا وديمتري، كان على أولغا وآنتون أن يعيشا منفصلين.» كلاً من آنا وأولغا أصغر سناً بكثير من عشاقهم الذكور.
في 25 أيار / مايو 1901 تزوج تشيخوف من أولغا نيبر.
«مثلما بدأ تشيخوف علاقة مع امرأة سيتزوجها قريبًا... كتب قصة عن أشخاص يقعون في الحب في الوقت الخطأ... ربما يكون هذا الكاتب البالغ من العمر تسعة وثلاثين عامًا - والذي تم نفيه إلى»سيبيريا الحارة«لصحته والذي سيموت في أقل من خمس سنوات في سبا ألماني وأولغا نيبر بجانبه - ربما شعر هذا الرجل أيضًا أنه وقع في الحب بعد فوات الأوان وأن الجزء الأكثر تعقيدًا وصعوبة لم يأت بعد».

## التأثيرات
ألّف الروسي روديون شيبرين رقصة باليه في رقصة واحدة بعنوان السيدة مع لابدوج (بالإنجليزية: The Lady with the Lapdog)‏، تم عرضها لأول مرة في 20 نوفمبر 1985 في موسكو في مسرح البولشوي، من قبل ألكسندر لازاريف.
أنتج جوزيف هيفيتز فيلم في عام 1960 تحت نفس العنوان، وقام ببطولته أليكسي باتالوف وإيا سافينا. فاز الفيلم بجائزة خاصة عن «الإنسانية السامية والتميز الفني» في مهرجان كان السينمائي عام 1960.
إحدى تأثيرات القصة في السينما ظهرت في الفيلم الإيطالي «العيون الداكنة» (بالإيطالية: Oci ciornie؛ وبالروسية: Очи чёрные؛ وبالفرنسية: Les Yeux noirs)، هو فيلم باللغة الإيطالية والروسية أُنتِج عام 1987 يروي قصة رجل إيطالي متزوج في القرن التاسع عشر يسقط في حب امرأة روسية متزوجة. أبطال الفيلم هم مارسيلو ماستروياني، وسيلفانا مانجانو، وأوليغ تاباكوف، وييلينا سافونوفا، وبيينا سي، وفيسولود لاريونوف. الفيلم من تأليف ألكسندر أداباشيان وسوسو شيشي داميكو ونيكيتا ميخالكوف، «مستوحاه من» قصص أنتون تشيخوف. الفيلم من إخراج ميخالكوف. حصل ماستراني على جائزة أفضل ممثل في مهرجان كان السينمائي وتم ترشيحه حينها لجائزة الأوسكار لأفضل ممثل.
تم تكييف القصة وتطويرها في عدة سيناريوهات. على سبيل المثال، ظهر فيلم لبيتر كامبل في مهرجان تشيخوف ناو 2002 في نيويورك، جمعت مسرحية بعنوان ضربة شمس (بالإنجليزية: Sunstroke)‏، من إخراج أوليغ ميروشنيكوف، بين قصة السيدة صاحبة الكلب وقصة ضربة شمس لإيفان بونين. تم تنفيذ المسرحية في عام 2013 في منصة المسرح في لندن. تم عرض إصدار للأوبرا بعنوان "السيدة صاحبة الكلب الأليف (بالإنجليزية: The Lady with the Pet Dog)‏" لأول مرة في كلية كورنيل في ماونت فيرنون، آيوا في عام 2010.
كتبت جويس كارول أوتس قصة قصيرة تكملة للقصة بعنوان السيدة صاحبة الكلب الأليف (بالإنجليزية: The Lady with the Pet Dog)‏ والتي نُشرت في عام 1972. يتم سرد قصة أوتس من وجهة نظر آنا وهي موجودة في نيويورك ونانتوكيت.
تستند مسرحية لعبة يالطا (2001) لبرايان فرييل بشكل فضفاض على هذه القصة القصيرة التي كتبها تشيخوف.
قام توني تانر بعرض إصدار موسيقي كوميدي عن القصة في سبتمبر 2016، والذي كتبه وأخرجه بنفسه تحت عنوان «السيدة صاحبة الكلب الصغير» (بالإنجليزية: The Lady with the Little Dog)‏، تم عرضه في غريت هول كورتيارد أوف بلامر بارك في ويست هوليوود، كاليفورنيا.